# Brachirus siamensis
Brachirus siamensis är en fiskart som först beskrevs av Sauvage, 1878.  Brachirus siamensis ingår i släktet Brachirus och familjen tungefiskar. IUCN kategoriserar arten globalt som livskraftig. Inga underarter finns listade.